# دينييار بيلياليتدينوف

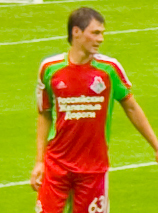
دينييار بيلياليتدينوف

دينييار بيليالياتدينوف (بالروسية: Динияр Ринатович Билялетдинов)‏ ، من مواليد 27 فبراير 1985 في موسكو في الإتحاد السوفييتي ، لاعب كرة قدم روسي.
يلعب مع نادي لوكوموتيف موسكو منذ عام 2004.
بدأ باللعب مع منتخب روسيا لكرة القدم في عام 2005.

## روابط خارجية
- دينييار بيلياليتدينوف على موقع الاتحاد الأوربي (الإنجليزية)
- دينييار بيلياليتدينوف على موقع قاعدة بيانات كرة القدم.إي يو (الإنجليزية)
- دينييار بيلياليتدينوف على موقع ناشيونال فوتبول تيمز (الإنجليزية)
- دينييار بيلياليتدينوف على موقع Soccerbase.com (لاعب) (الإنجليزية)
- دينييار بيلياليتدينوف على موقع Soccerway.com (الإنجليزية)
- دينييار بيلياليتدينوف على موقع عالم كرة القدم.نت (الإنجليزية)
- دينييار بيلياليتدينوف على موقع كووورة
- دينييار بيلياليتدينوف على موقع AS.com (الإسبانية)